# Muscle lombrical de la main
Pour l’article homonyme, voir muscle lombrical du pied.
Les muscles lombricaux de la main sont de quatre petits muscles fusiformes intrinsèques de la main. Ils se situent entre chacun des cinq doigts de chaque loge moyenne de la main. 
Leur nom provient de la forme de ces muscles, ressemblant classiquement à des lombrics.

## Description
Les muscles lombricaux de la main n'ont que des insertions tendineuses sur les bords des tendons terminaux du muscle fléchisseur profond des doigts de la main.

### Premier muscle lombrical de la main
Le premier muscle lombrical de la main est un muscle unipenné qui se fixe sur le bord latéral du tendon fléchisseur de l'index. Il se termine sur la face latérale du tendon de l'index du muscle extenseur des doigts de la main.
Leur terminaison contribuent aux aponévroses dorsales des doigts.

### Deuxième muscle lombrical de la main
Le deuxième muscle lombrical de la main est un muscle unipenné qui se fixe sur le bord latéral du tendon fléchisseur du médius. Il se termine sur la face latérale du tendon du médius du muscle extenseur des doigts de la main.

### Troisième muscle lombrical de la main
Le troisième muscle lombrical de la main est un muscle bipenné qui se fixe sur les bords latéral du tendon fléchisseur de l'annulaire, et médial de celui du médius. Il se termine sur la face latérale du tendon de l'annulaire du muscle extenseur des doigts de la main.

### Quatrième muscle lombrical de la main
Le quatrième muscle lombrical de la main est un muscle bipenné qui se fixe sur les bords latéral du tendon fléchisseur de l'auriculaire et médial de celui de l'annulaire. Il se termine sur la face latérale du tendon de l'auriculaire du muscle extenseur des doigts de la main.

## Innervation
Les muscles lombricaux de la main sont innervés par le nerf médian (pour le premier et le deuxième) et par le nerf ulnaire (pour le troisième et quatrième)

## Vascularisation
Les muscles lombricaux de la main sont vascularisés par l'arcade palmaire superficielle, l'artère digitale palmaire commune, l'arcade palmaire profonde et l'artère digitale dorsale.

## Action
Les muscles lombricaux sont :
- fléchisseurs des l'articulations métacarpo-phalangiennes,
- extenseurs des articulations interphalangiennes.